# Molinara
Molinara is een gemeente in de Italiaanse provincie Benevento (regio Campanië) en telt 1907 inwoners (31-12-2004). De oppervlakte bedraagt 24,1 km², de bevolkingsdichtheid is 81 inwoners per km².

## Demografie
Molinara telt ongeveer 720 huishoudens. Het aantal inwoners daalde in de periode 1991-2001 met 4,1% volgens cijfers uit de tienjaarlijkse volkstellingen van ISTAT.
| Jaar | Inwoneraantal |
| ---- | ------------- |
| 1991 | 2030          |
| 2001 | 1946          |

## Geografie
Molinara grenst aan de volgende gemeenten: Foiano di Val Fortore, San Giorgio La Molara, San Marco dei Cavoti.